# 伏龙寺 (太原)
伏龙寺，位于山西省太原市晋源区义井街道义井村，是一座汉传佛教寺院。

## 简介
伏龙寺是義井村兴建的佛教寺院。北齊天保末年，為了降服黃坡、橋溝二河的水患，兴建该寺。唐朝貞觀年间，该寺迁至義井村内，香火鼎盛。後来，该寺毀於戰火。此後，重建新寺，并將原来在義井村北早已被毀的明朝的關帝廟歸并到此寺。寺前所立的碑記記述了上述歷史。2013年时，释妙荣正在担任忻州市佛协副秘书长、五台山佛协副秘书长，并且兼任太原文慧寺、伏龙寺、五台山关帝庙的住持。
2014年11月14日凌晨，伏龙寺突发火灾，全寺被烧毁。